# Hermanniella longisetosa
Hermanniella longisetosa är en kvalsterart som beskrevs av Hammer 1966. Hermanniella longisetosa ingår i släktet Hermanniella och familjen Hermanniellidae. Inga underarter finns listade i Catalogue of Life.